# 12715 Godin
12715 Godin è un asteroide della fascia principale. Scoperto nel 1991, presenta un'orbita caratterizzata da un semiasse maggiore pari a 2,3008755 UA e da un'eccentricità di 0,1876015, inclinata di 2,20957° rispetto all'eclittica.